# Marin Dragnea

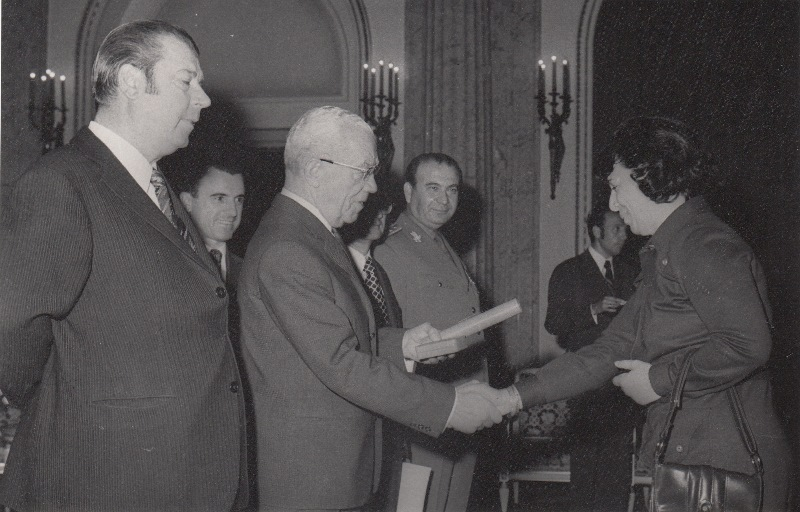
Decorarea sportivilor medaliați la Jocurile Olimpice din 1972 de către Emil Bodnăraș (19 oct. 1973). În dreapta imaginii este generalul Dragnea.

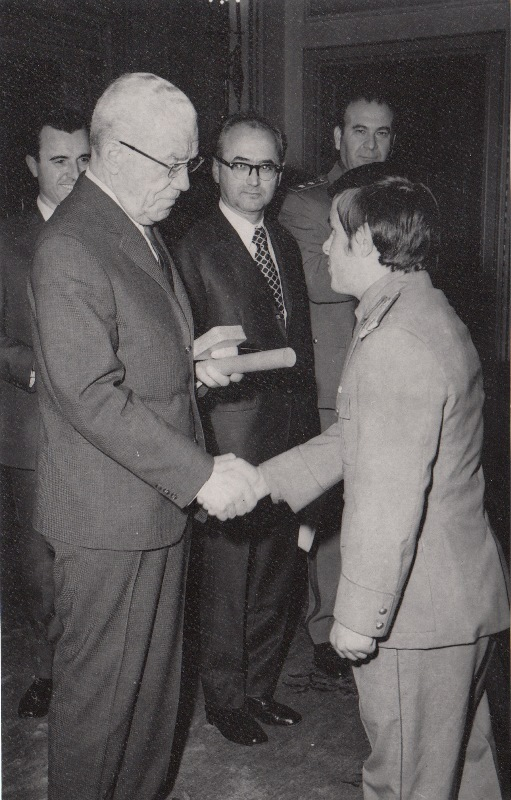
Decorarea sportivilor medaliați la Jocurile Olimpice din 1972 de către Emil Bodnăraș (19 oct. 1973). În dreapta imaginii este generalul Dragnea.

Marin Dragnea (n. 30 mai 1923, Siliștea Gumești, Teleorman, România – d. 12 februarie 2020) a fost un general de armată român. În perioada 1974-1984 a îndeplinit funcția de președinte al Comitetului Olimpic Român. Din anul 1990 a fost președinte al Asociației Naționale a Veteranilor de Război.

## Biografie
Marin Dragnea s-a născut la data de 30 mai 1923, în comuna Siliștea-Gumești (județul Teleorman), într-o familie de țărani. Tatăl său, Badea Dragnea, era preot în comuna natală, iar mama sa era învățătoare. La vârsta de 12 ani a intrat copil de trupă într-un regiment de cavalerie din București.
A luptat în cel de-al Doilea Război Mondial, mai întâi ca voluntar pe Frontul de Est cu o Divizie de Cavalerie în cadrul Grupului 52 Cercetare. În anul 1942 a fost înaintat la gradul de sergent TR, fiind luat prizonier. S-a întors în țară cu Divizia Tudor Vladimirescu, constituită în 1943 pe teritoriul fostei URSS, cu gradul de sublocotenent (1944). El a fost rănit la încheietura mâinii în luptele pentru eliberarea Oradiei, leziunea cauzându-i o infirmitate pe care o va purta tot restul vieții.
|  | Viața de militar este frumoasă, dar și dură. M-a călit faptul că de la o vârstă atât de fragedă am slujit armata română. Am fost bun, drept și generos cu subordonații, i-am iubit, m-au iubit, m-au respectat pentru că și eu îi respect pe ei. Cea mai mare bucurie a vieții mele nu a fost atunci când am devenit general, ci a fost atunci când s-a terminat cel de-al doilea război mondial, 9 mai 1945. Această zi am scris-o cu litere de aur în viața mea. | — Marin Dragnea |

După război, a avut parte de o ascensiune rapidă în structurile militare. A fost avansat la gradul de locotenent (1946) și numit pe rând în funcțiile de comandant de pluton și companie în Regimentul 3 Infanterie Voluntari, apoi locțiitor politic al comandantului Batalionului 3 Tancuri din Brigada 3 Tancuri (octombrie 1947 - 1948). A îndeplinit atribuțiile de locțiitor politic al comandantului Diviziei 2 Vânători de Munte (1949-1951), comandant al Diviziei 5 Infanterie (1951), al Diviziei 1 Vânători de Munte/Diviziei 57 V.M. (1951-1952). În perioada 1951-1952 a urmat cursul de perfecționare de pe lângă Academia Militară Generală (7 luni), ulterior între 1952-1954 a urmat cursurile Academiei Marelui Stat Major în U.R.S.S., fiind numit comandant al Corpului 40 Armată (dec. 1954 - 1956). În această perioadă a fost înaintat la gradele de căpitan (dec. 1948), maior (1949), locotenent-colonel (1950) și colonel (1954).
În perioada Revoluției din Ungaria din 1956 colonelul Marin Dragnea era comandantul Corpului 38 Armată și al Garnizoanei Timișoara, având un rol important în reprimarea mișcărilor studențești de solidaritate din acel oraș. Studenții au alcătuit o listă cu revendicări, în care cereau condiții mai bune de trai în căminele studențești, desființarea cotelor din agricultură, retragerea din țară a trupelor sovietice, libertatea presei, autonomie universitară. Martorii la acele evenimente au spus că studenții de la medicină s-au baricadat în cămine, iar armata a tras în clădiri. Cei care au luat cuvântul la acea adunare au fost arestați de Securitate și anchetați într-o cazarmă dezafectată a Armatei, de la Beșcherecul Mic. Au fost arestați 700 de studenți, dintre care 80 au fost exmatriculați și condamnați la pedepse de până la 8 ani închisoare.
După cum a declarat colonelul (r) Eftimie Ionescu, care a fost locțiitor politic al lui Dragnea în acea perioadă, „În timpul contrarevoluției din Ungaria, la Timișoara apăruseră fenomene de dezordine. Generalul Dragnea i-a chemat pe manifestanți într-o sală și le-a spus: „Astâmpărați-vă! Nu avem nevoie de haos și dezordine în oraș”. Ei l-au huiduit, au folosit cuvinte nepotrivite la adresa organelor de partid și de stat. Atunci Dragnea ne-a spus: „Luați-i!”. Au fost îmbarcați în camioane și duși la cazărmile din Beșcheret. S-au urcat de bună voie în mașinile armatei și acolo li s-au acordat toate drepturile...”.
Apreciat de autorități pentru înăbușirea revoltei studențești din Timișoara, a fost numit în funcția de comandant al Corpului 38 Armată (august 1956 - 1959), fiind înaintat la gradul de general-maior (1957). După ce în perioada 1959-1960 a fost locțiitor al comandantului Regiunii a 3-a Militare, iar între mai 1960-februarie 1970 a fost locțiitor al comandantului Armatei a 3-a. În anul 1970 generalul Dragnea a fost numit comandant al Comandamentului Militar Teritorial Cluj (1970-1973).
Ulterior, gen. lt. Marin Dragnea a îndeplinit funcții de conducere în cadrul mișcării sportive din România cum ar fi: președinte al Comitetului Olimpic Român (1974-1984), prim-vicepreședinte (1973-1974 și 1977-1981) și președinte al Consiliului Național pentru Educație Fizică și Sport (1974-1977 și 1981-1984). În această perioadă, România a obținut cele mai mari succese sportive la Jocurile Olimpice de la Montreal (1976), Moscova (1980) și Los Angeles (1984), situându-se printre primele 5 țări din lume. În anul 1983, Comitetul Internațional Olimpic i-a acordat medalia de argint a Ordinului Olimpic.

## Președinte al Asociației Veteranilor de Război
În anul 1990, generalul-locotenent (r) Marin Dragnea a fost ales în funcția de președinte al Asociației Naționale a Veteranilor de Război. În această calitate, a prezentat Parlamentului, Guvernului, Președinției o lege care a facilitat niște drepturi pentru veteranii de război și a participat la diferite activități ale asociațiilor județene de veterani de război. El și-a stabilit ca misiune aceea de a face ca „toți ostașii, de la soldat la general, care au luptat în primul și al doilea război mondial să fie respectați, apreciați și, în final, să li se acorde niște facilități la bătrânețe, așa cum a poruncit acum 105 ani Carol I când s-a întâlnit cu veteranii de război din Războiul de Independență”.
Generalul în retragere Marin Dragnea a fost înaintat la gradele de general-colonel - cu 3 stele - (prin decretul președintelui României nr.198 din 21 octombrie 1994) și general de armată - cu 4 stele - (prin decretul președintelui României nr. 506 din 30 noiembrie 2000).
A fost decorat cu Ordinul național „Steaua României” în grad de Comandor (2000) și în grad de Mare Ofițer (2004), în semn de apreciere pentru vitejia și curajul de care a dat dovadă „în grelele bătălii purtate pe câmpurile de luptă ale celui de-al Doilea Război Mondial, făcând cinste glorioaselor tradiții ale Armatei Române”.
În anul 2005 a fost propus pentru acordarea titlului de cetățean de onoare al municipiului Oradea, dar, în urma contestațiilor la adresa sa pe motiv că a reprimat manifestațiile de la Timișoara din anul 1956, nu i s-a mai acordat acest titlu. Marin Dragnea a fost decorat în 2015 de două ori de Federația Rusă prin decrete semnate de Vladimir Putin.

## Decorații
- Medalia „A cincea aniversare a Republicii Populare Române” (24 decembrie 1952) „pentru lupta și munca duse în vederea făuririi, consolidării și prosperării Republicii Populare Române”[11]
- Ordinul „Apărarea Patriei” clasa a III-a (30 decembrie 1957) „cu ocazia celei de a zecea aniversări a proclamării Republicii Populare Romîne și pentru merite deosebite în îndeplinirea sarcinilor date de Partidul Muncitoresc Romîn, pentru merite deosebite pe tărîmul construcției de stat, economice, sociale, culturale și obștești”[12]
- Ordinul „Steaua Republicii Socialiste România” clasa a IV-a (25 decembrie 1967) „pentru merite deosebite în opera de construire a socialismului, cu prilejul celei de-a XX-a aniversări a proclamării Republicii”[13]
- Ordinul Muncii clasa I (18 august 1976) „pentru rezultatele deosebite obținute la Jocurile olimpice de vară de la Montreal – 1976, precum și pentru contribuția adusă la dezvoltarea activității sportive și la creșterea prestigiului sportului românesc pe plan internațional”[14]